# Gliese 176 b
Gliese 176 b (GJ 176b) é um planeta extrassolar que orbita a anã vermelha Gliese 176, situada a aproximadamente 31 anos-luz de distância na constelação de Taurus.
Gliese 176 b é uma super-Terra com uma massa mínima de 8,4 vezes a massa terrestre, sendo provavelmente um planeta rochoso, mas pode ser massivo o suficiente para possuir uma camada gasosa significativa, especialmente se a inclinação orbital for baixa. Está próximo de sua estrela a uma distância de apenas 0,066 UA, levando 8,78 dias para completar uma órbita. Sua temperatura de equilíbrio termal é de cerca de 450 K (177 °C). Sua excentricidade orbital é consistente com uma órbita circular, mas as medições de velocidade radial não têm a precisão suficiente para determinar este parâmetro.
Este planeta foi inicialmente descoberto em 2007, através do método da velocidade radial, como um objeto mais massivo de 24,5 massas terrestres em uma órbita de 10,24 dias. Dois estudos independentes, publicados em 2009, apresentaram observações adicionais da estrela que refutaram um planeta com esse período, mas consistentes com um sinal periódico de 8,8 dias. A partir de observações pelo espectrógrafo HARPS, o planeta de 8,8 dias foi caracterizado e confirmado. A estrela Gliese 176 é moderadamente ativa e apresenta também variações na velocidade radial causadas por manchas estelares, que foram subtraídas para a criação da solução final.